# Рэйвен Алексис
Рэ́йвен Але́ксис (англ. Raven Alexis), настоящее имя — Ли́нда Энн Хо́пкинс (англ. Linda Ann Hopkins; 26 января 1987, Спокан, Вашингтон — 23 марта 2022, Лас-Вегас, Невада) — американская порноактриса.

## Биография
Училась в Университете штата Айдахо в Бойсе. Алексис начала сниматься как эротическая и фетиш-модель в 2007 году. В 2009 году она основала собственную порностудию Raven Alexis Productions и вскоре подписала контракт со студией Digital Playground. С Digital Playground она проработала до конца 2010 года. После окончания контракта она продолжила сниматься в порнофильмах, в основном в жанре пародий. В 2011 году журнал Complex поставил её на 88 место в списке «100 самых горячих порноактрис (прямо сейчас)».
8 июля 2011 года Рэйвен объявила об окончании своей карьеры из-за борьбы с раком печени. Позже она объявила, что полностью излечилась от болезни, однако её бывший жених в интервью рассказал, что «он не верит, что она когда-либо болела раком».
Жила со своими двумя детьми в Калифорнии.

## Премии и номинации
- 2010 NightMoves Awards — Лучшая новая старлетка, выбор фанатов[9]
- 2010 номинация на AVN Award — Лучшая новая веб-стерлетка[10]
- 2011 номинация на XBIZ Award — Новая старлетка года[11]
- 2011 номинация на AVN Award — Лучшая новая старлетка[12]
- 2011 номинация на AVN Award — Лучшая сцена стриптиза — Asslicious 2[12]
- 2011 номинация на AVN Award — Лучшая сцена триолизма (Ж/Ж/М) — Fly Girls[12]
- 2011 AVN Award — Лучшая сцена группового секса — Body Heat[13]
- 2011 AVN Fan Award — Самая «дикая» сцена секса — «Body Heat»[14]
- 2012 XBIZ Award — Лучшая актриса второго плана — Top Guns[15]
- 2012 номинация на AVN Award — Лучшая сцена группового секса — Orgy: The XXX Championship[16]